# Guadalupe Ortiz de Landázuri
Guadalupe Ortiz de Landázuri Fernández de Heredia (Madrid, 12 de diciembre de 1916 - Pamplona, 16 de julio de 1975) fue doctora en Ciencias Químicas, catedrática española de maestría Industrial, investigadora en el ámbito de la química aplicada, -tanto en la búsqueda de materiales refractarios aislantes, para disminuir el consumo de energía, como en el sector de los textiles-. Ha sido proclamada beata por la Iglesia católica el 18 de mayo de 2019.

## Vida
Era hija de Manuel Ortiz de Landázuri García, militar del arma de artillería, y de Eulogia Fernández de Heredia y Gastañaga. Tiene tres hermanos mayores: Manuel, Eduardo y Francisco de Asís. Durante su infancia vivió en diversos lugares a los que es enviado su padre: Madrid, Larache, Segovia y Tetuán. Comenzó a estudiar el bachillerato en el Colegio de Nuestra Señora del Pilar que tenían los maristas de Tetuán (protectorado español de Marruecos), como única estudiante femenina aceptada por excepción. Cuando su padre fue ascendido a teniente coronel y trasladado a Madrid en 1932, ella continuó sus estudios en el Instituto Miguel de Cervantes, donde concluyó sus estudios en junio de 1933. Ese año comenzó la licenciatura en Ciencias Químicas en la Universidad Central de Madrid.   
El comienzo de la Guerra Civil interrumpió sus estudios universitarios. El 8 de septiembre de 1936, su padre —por su supuesta participación en la insurrección como mando accidental de la Escuela de Tiro de Carabanchel— fue fusilado en la Cárcel Modelo de Madrid. La noche anterior lo acompañó junto con su madre y su hermano Eduardo. Se trasladó a Valladolid en 1937, junto con su madre, donde permaneció hasta el final de la guerra. Murieron otros dos tíos de Guadalupe, ambos hermanos de su madre, como oficiales del ejército rebelde, mientras otro tío materno y un hermano suyo lucharon por la causa republicana.
En 1940 concluyó la carrera de Ciencias Químicas y comenzó a dar clase en el Liceo Francés y en el Colegio de la Bienaventurada Virgen María, en Madrid. Por mediación de un amigo, conoce a san Josemaría, y el 19 de marzo de 1944 pidió su admisión en el Opus Dei como numeraria. En la primavera de 1944, Guadalupe colabora con María Jiménez Salas en la editorial Minerva. En 1945 se marchó a Bilbao donde se hizo cargo del centro de la administración del Colegio Mayor Abando. En 1947 comenzó a funcionar en Madrid la residencia universitaria Zurbarán y fue la primera directora de este colegio mayor femenino. En esa época se matriculó en los cursos de doctorado.
El 5 de marzo de 1950 llegó a México para comenzar la labor apostólica del Opus Dei con mujeres en ese país. Fue nombrada secretaria de la Asesoría Regional. El 1 de abril se abrió Copenhague, la primera residencia femenina del Opus Dei en México. Allí conoció a Ernestina de Champourcin que solicitó su admisión en el Opus Dei en 1952. En México puso en marcha Montefalco, una antigua hacienda en ruinas, situada en el Estado de Morelos, donde organizaba actividades de promoción social y humana entre los habitantes de la zona. Asistió al I Congreso General del Opus Dei celebrado en Los Rosales, Madrid los días 11-13 de octubre de 1953, y al II Congreso General celebrado en Roma el día 24 de octubre de 1956. Allí fue nombrada vicesecretaria de la Asesoría Central y se quedó a vivir en Roma. Ese año enfermó del corazón. 
En 1958 regresó a España. Entre 1962 y 1964 dio clases de Física en el Instituto Ramiro de Maeztu. El 1 de octubre de 1964 comenzó a dar clases de Matemáticas, Física y Química en la Escuela Femenina de Maestría Industrial, como profesora adjunta de Ciencias, con carácter provisional. En junio de 1965 defendió su tesis doctoral en Ciencias Químicas sobre los "Refractarios aislantes en cenizas de cascarilla de arroz", obteniendo sobresaliente cum laude. En 1967 obtuvo la plaza de catedrático numerario de Ciencias, en la Escuela Femenina de Maestría Industrial. Al año siguiente participó en la planificación y puesta en marcha del Centro de Estudios e Investigación de Ciencias Domésticas (CEICID), donde será subdirectora y profesora de Química de Textiles.
El 1 de julio de 1975 la operaron en la Clínica Universidad de Navarra de una grave lesión cardíaca y permaneció en la UVI hasta el día 4. El 14 de julio sufrió una insuficiencia respiratoria que se agravó paulatinamente y falleció a las 6.30 horas del 16 de julio. El 23 de julio fallecíó su madre en la misma Clínica.

## Causa de canonización
El 6 de enero de 2001, Javier Echevarría solicitó la apertura de la causa de canonización y el 18 de noviembre, la Archidiócesis de Madrid inició el proceso.
El proceso sobre la vida, las virtudes y la fama de santidad de Guadalupe Ortiz se instruyó en Madrid. Comenzó el 18 de noviembre de 2001 y finalizó el 18 de marzo de 2005. El tribunal interrogó a 32 testigos en Madrid y a 22 testigos en Ciudad de México. 
El 17 de febrero de 2006 la Congregación de las Causas de los Santos otorgó el decreto de validez del proceso y el 4 de agosto de 2009 fue presentada en ese dicasterio la Positio sobre la vida y las virtudes de Guadalupe. Entre otras, destacan: su alegría, olvido de sí, fortaleza, varias virtudes humanas y su ilusión profesional.
El 7 de junio de 2016, el congreso peculiar de los consultores teólogos dio respuesta positiva a la pregunta sobre el ejercicio heroico de las virtudes por parte de Guadalupe Ortiz de Landázuri. El 2 de mayo de 2017, la sesión ordinaria de los cardenales y de los obispos se pronunció en el mismo sentido. 
El 4 de mayo de 2017, el papa Francisco, con el voto favorable de la Congregación de las Causas de los Santos, autorizó la publicación del decreto por el que se declara venerable a Guadalupe. El 8 de junio de 2018, con autorización del papa Francisco, la Congregación de las Causas de los Santos promulgó un decreto sobre un milagro atribuido a su intercesión, que abre las puertas a su beatificación.
Desde el 5 de octubre de 2018, los restos mortales de Guadalupe Ortiz de Landázuri se encuentran en el Oratorio de Caballero de Gracia (Madrid).
Su beatificación, presidida por el cardenal Giovanni Angelo Becciu, tuvo lugar el 18 de mayo de 2019 en Madrid.Su festividad se celebra el 18 de mayo.
Es patrona de EFA Valdemilanos, Centro de Formación Profesional situado en Colmenar Viejo (Comunidad de Madrid)  desde diciembre de 2020.
Es patrona del Ilustre Colegio Oficial de Químicos de Madrid y de la Asociación de Químicos e Ingenieros Químicos de Madrid (desde mayo de 2024).